# NGC 7723
NGC 7723 је спирална галаксија у сазвежђу Водолија која се налази на NGC листи објеката дубоког неба.
Деклинација објекта је - 12° 57' 40" а ректасцензија 23h 38m 57,0s. Привидна величина (магнитуда) објекта NGC 7723 износи 11,2 а фотографска магнитуда 12,0. Налази се на удаљености од 25,936 милиона парсека од Сунца. NGC 7723 је још познат и под ознакама MCG -2-60-5, IRAS 23363-1314, PGC 72009.